# إيرل جونز (منافس ألعاب قوى)
إيرل جونز (بالإنجليزية: Earl Jones) هو منافس ألعاب قوى أمريكي، ولد في 17 يوليو 1964 في شيكاغو في الولايات المتحدة.

## وصلات خارجية
- إيرل جونز على موقع الاتحاد الدولي لألعاب القوى (الإنجليزية)
- إيرل جونز على موقع اللجنة الأولمبية الدولية (الإنجليزية)
- إيرل جونز على موقع أوليمبيديا (الإنجليزية)